# 君士坦丁堡大皇宮

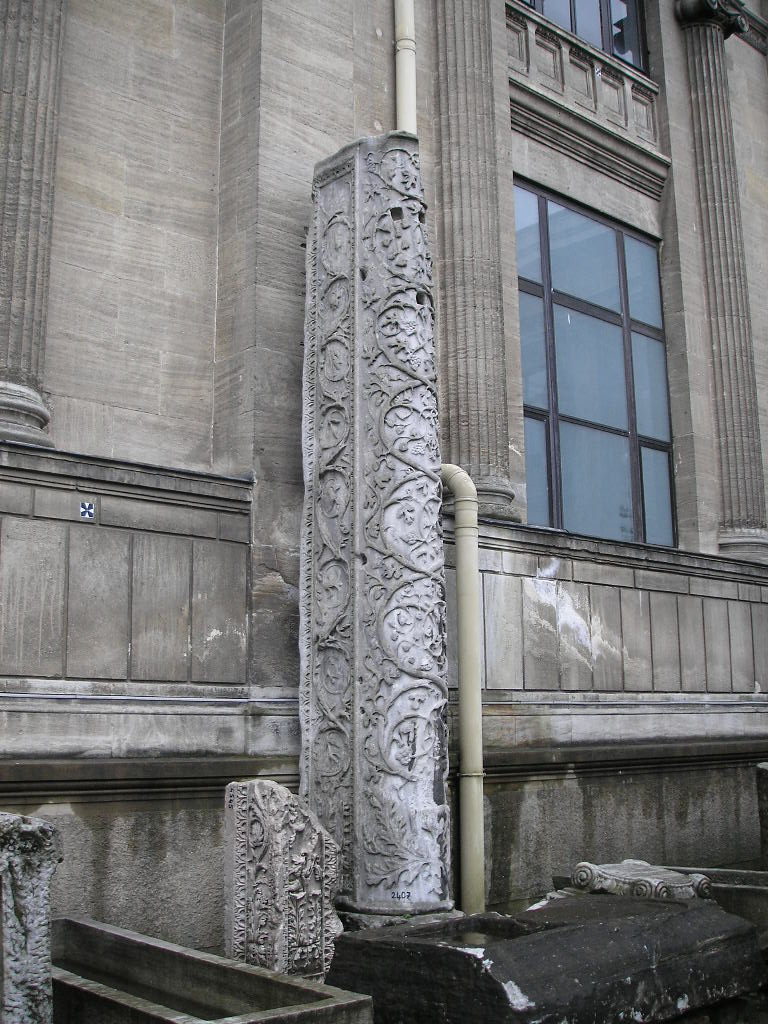
一條大皇宮的柱子，收藏在伊斯坦堡考古博物館

君士坦丁堡大皇宮（希臘語：Μέγα Παλάτιον），又稱為神聖宮殿（拉丁語：Sacrum Palatium），是土耳其伊斯坦堡法齊赫半島東南端的東羅馬（拜占庭）帝國皇宮建築群。君士坦丁堡大皇宮是公元330年至1081年間東羅馬皇帝的主要居所，作為帝國的行政中心超過八百年。

## 歷史
當君士坦丁一世在330年將羅馬帝國的首都遷至君士坦丁堡，他計劃為他及其後裔興建一座皇宮。皇宮位於君士坦丁堡競技場及聖索菲亞大教堂之間，經歷過多次擴建及修建，特別是在查士丁尼一世及狄奧菲洛統治期間。
579年至601年二十多年間大皇宮同時住著三位皇后：查士丁二世的遺孀索菲亞、提比略二世的遺孀伊诺·阿纳斯塔西娅和莫里斯皇帝的妻子君士坦丁娜。
直至十三世紀早期，君士坦丁堡大皇宮也是帝國的行政及禮俗中心，即使在科穆寧王朝早期布拉赫奈宫才是帝王居所。第四次十字軍東征君士坦丁堡大皇宮陷落時，波尼法喬一世的士兵洗劫了君士坦丁堡大皇宮。拉丁帝國依然有使用大皇宮，但是缺乏資金進行維護，最後一位拉丁皇帝鮑德溫二世甚至拆除了皇宮的主屋頂販賣。
1261年，拜占庭帝國的米海爾八世重奪君士坦丁堡，當時君士坦丁堡大皇宮的狀況不良，故皇帝棄用君士坦丁堡大皇宮。1453年，鄂圖曼帝國穆罕默德二世進入君士坦丁堡時，發現了破敗的君士坦丁堡大皇宮，他漫步在空蕩的大殿及樓亭時，低吟了波斯詩人菲爾多西的詩文：
|  | 蜘蛛織簾兮库斯老宮，貓頭鷹號兮阿夫拉西卜之堡。 |

君士坦丁堡的重建使皇宮的大部分建築損毀，不過在二十世紀早期的一場大火使皇宮的一部分暴露出來，發現了一些牢房及墓穴，當時開始在伊斯坦堡進行發掘。直至現時，皇宮總面積的四分之一已被發掘，但是完全發掘並不可行的，因為蘇丹艾哈邁德清真寺及其鄰近的建築覆蓋了一部分。大部分已發掘的馬賽克收藏在大皇宮鑲嵌畫博物館。

## 描述

君士坦丁堡政治中心區域的地圖，大皇宮的結構依文獻資料標示在相應的位置上，深色的部分為現存建築

皇宮位於半島的東南端，在君士坦丁堡競技場及聖索菲亞大教堂之间的地域。學者認為皇宮裡有連串的樓閣，就像奧斯曼帝國時代的托卡比皇宮。君士坦丁堡大皇宮的總面積超過二十萬平方英尺（一萬九千平方米）。
奧古斯都廣場的“查爾克大門”（Χαλκῆ Πύλη，“铜门”）是皇宮的主要出入口。奧古斯都廣場在聖索菲亞大教堂的南面，那裡是市內主要道路梅塞大道（ἡ Μέση，“中央大道”）的起點。廣場以東是馬格瑙拉宮（Μαγναύρα，“大会堂”），馬格瑙拉宮在後來成為君士坦丁堡大學的所在地，廣場以西是米利安（Milion，帝国驰道0里标志），广场之南隔着帝王大道（Regia）的是古老的宙克西帕斯浴場。
进入查爾克大門後，其南边是皇宮侍衛（皇家卫队）的兵營。兵營之後是“十九榻宴殿”（Reception Hall of the 19 Accubita），接著就是拜占庭早年主要的帝王住所“月桂宮”，皇帝的臥室（Octagon）便在该宫。在月桂宮有一條通道通往競技場的帝王雅座（Kathisma）。皇宫的主要谒见大殿“金宴殿”与皇宫其中一个主要礼拜堂“灯塔圣母堂”（Church of the Theotokos of the Pharos）比邻，这座大殿由由查斯丁尼二世興建，巴西爾一世將它擴建及修復。金宴殿之北是“三叶堂”（Triconchos），由皇帝狄奧菲洛興建，可通過一個被称作“西格玛”（Sigma）的半圓前廳來到這裡。奢華的新教堂（ΝέαἘκκλησία）位於三叶堂的東面，由巴西爾一世興建，具有五個華麗的圓穹。新教会一直保留到被奧斯曼帝國征服之前，曾經被用作火藥庫，在1490年被雷電擊中而爆破。新教會與海岸城牆之間的空地是馬上曲棍球的場地。
在距離君士坦丁堡大皇宮較遠的南面海邊是“布科里安宮”（也譯“牛狮宫”）的所在，由狄奧菲洛興建，組成了海岸城牆的一部分。直到十三世紀，布科里安宮仍常被使用，特別是在拉丁帝國統治時期，那些西歐的天主教君主很喜歡這個海邊宮殿，那裡有一道海閘可通過帝王專用的海港。
皇宫里面除了居住着皇族外，还有成群的宫娥、太监、禁军、教士和宫廷官员，其人口多达两万，几乎相当于一座城市。它由几座比邻的宫院组成，包括专门用作官方正式大典的拉马尼奥尔宫，供皇室居住的达夫纳宫，兼作陈列馆的沙尔克宫等等。各处宫殿由拱廊相连，宫殿之间的庭院被开辟为御花园。在此基础上，历代皇帝又不断扩大其范围，增盖宫殿、加高楼层、添加塔楼、修筑高台，最后又在宫殿的周边辅以各种附属建筑，例如教堂、礼拜堂、浴室、游乐场、珍宝馆、档案馆、马厩、工厂、仓库、近卫军营房等等，这样，圣宫成了一座既是皇帝居所、又是政府所在地和教会最高机关驻节地的宫殿。